# Puchegg
Puchegg là một đô thị thuộc huyện Hartberg thuộc bang Steiermark, nước Áo. Đô thị Puchegg có diện tích 13,64 km², dân số thời điểm cuối năm 2005 là 558 người.